# Wschodniomazowiecki Związek Drużyn Harcerzy
Siedlecki Hufiec Harcerzy "Pogoń" – jednostka organizacyjna Organizacji Harcerzy ZHR należąca do Północno-Wschodniej Chorągiew Harcerzy ZHR obejmująca swoim działaniem miasto Siedlce oraz okolice.

## Komendanci/hufcowi
- pwd. Mariusz Goś HR (....-2000)
- phm. Wojciech Łubiński HR (2000 - 2007)
- phm. Bartłomiej Ciok HR (2007- 2011)
- phm. Maciej Olszewski HR (2011 - 2013)
- phm. Dawid Okliński HR (2013-do 2015)
- phm. Maciej Olszewski HR (2015- 2017)
- phm. Wojciech Łubiński HR (2017 - dziś)

## Skład
- VIII Siedlecka Drużyna Harcerzy „Płomienie” im. św. Kazimierza Jagiellończyka
- 9 Siedlecka Drużyna Harcerzy "Dęby" im. ks. gen. Stanisława Brzóski
- 9 Siedlecka Drużyna Wędrowników "Semper Fidelis"
- 11 Siedlecka Drużyna Harcerzy "Gniazdo"